# تشارلز لانجفورد
تشارلز لانجفورد هو محامي وسياسي أمريكي، ولد في 9 ديسمبر 1922 في مونتغومري في الولايات المتحدة، وتوفي بنفس المكان في 11 فبراير 2007. نشط حزبياً في الحزب الديمقراطي. وقد انتخب عضو مجلس ولاية ألاباما ‏ وانتخب عضو مجلس نواب ألاباما ‏.